# Drilophaga delagei
Drilophaga delagei är en hjuldjursart som beskrevs av de Beauchamp 1904. Drilophaga delagei ingår i släktet Drilophaga och familjen Notommatidae. Inga underarter finns listade i Catalogue of Life.